# Mühlfeld (Mellrichstadt)

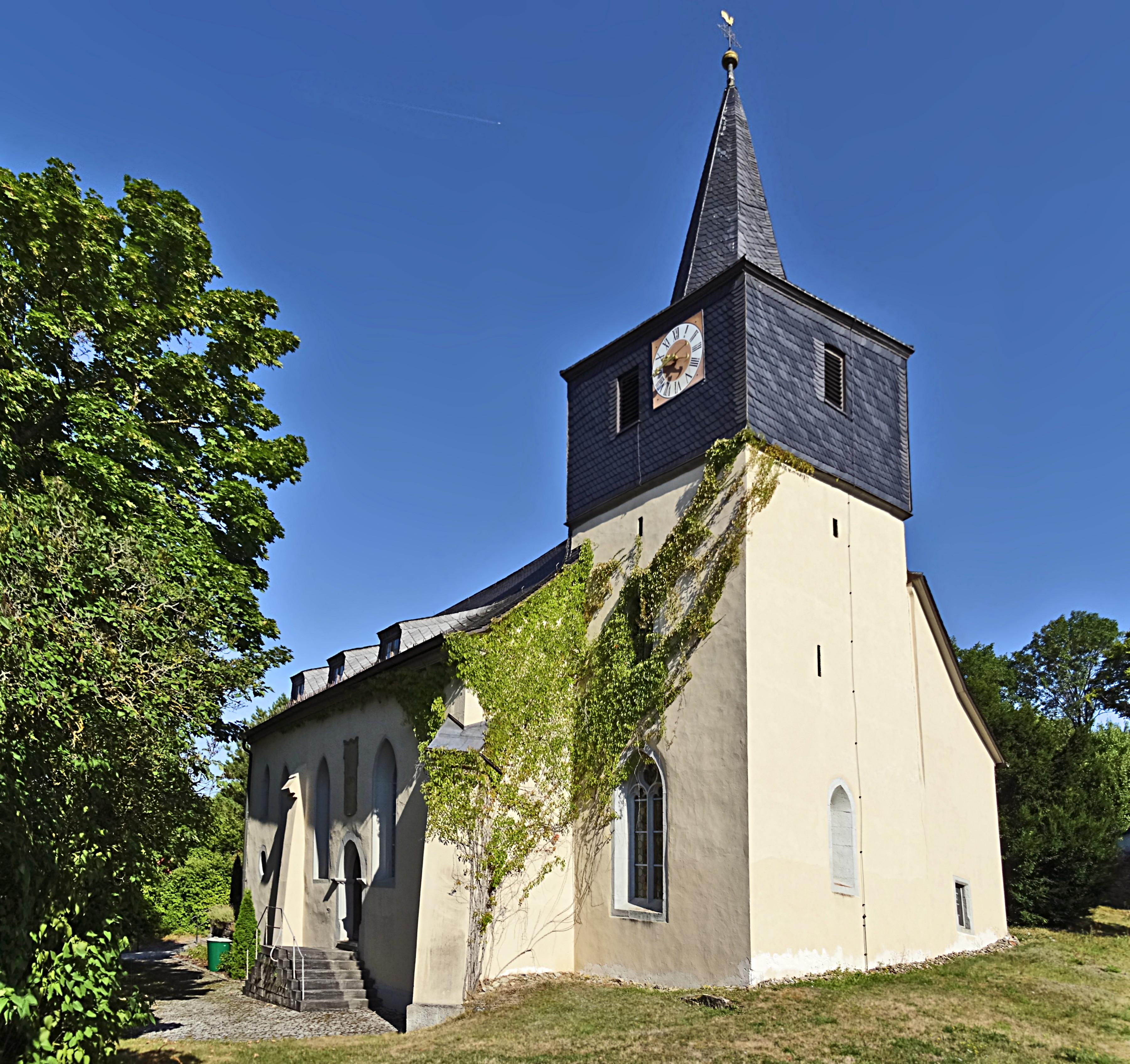
Kirche St. Christophorus

Mühlfeld ist ein Gemeindeteil der Stadt Mellrichstadt im unterfränkischen Landkreis Rhön-Grabfeld in Bayern. Im Jahr 2020 hatte Mühlfeld 322 Einwohner.

## Lage
Das Pfarrdorf liegt zwischen Rhön und Thüringer Wald am Rande des Grabfeldes in einem der niederschlagsärmsten Gebiete Bayerns, direkt an der östlich verlaufenden Grenze zu Thüringen. Geprägt ist Mühlfeld von einer hügeligen, oftmals bewaldeten Landschaft mit Blick auf die Hochrhön. Die Bundesautobahn 71 verläuft zwei Kilometer entfernt südlich.

## Geschichte

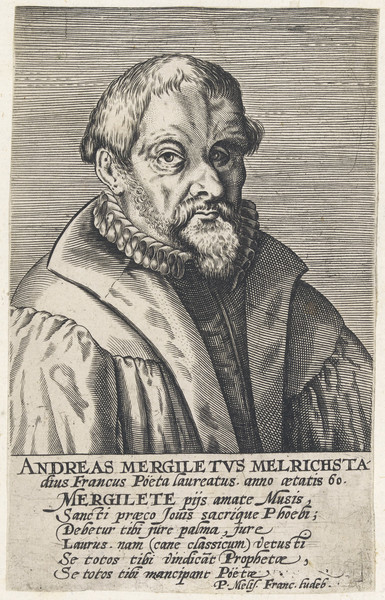
Andreas Mergilet

1196 wurde der Ort erstmals urkundlich erwähnt. Im 14. Jahrhundert, als Mühlfeld zum Besitz der Grafen von Henneberg (Amt Maßfeld) gehörte, ist im Ort ein Adelssitz belegt. Mehrere Adelsgeschlechter hatten das Schloss als Lehen inne. Im späten Mittelalter ist von einer Burg in Mühlfeld die Rede, die im Bauernkrieg 1525 zerstört und danach wieder aufgebaut wurde. Vermutlich verfiel der Bau wieder, als Mühlfeld im Dreißigjährigen Krieg vorübergehend zur Wüstung wurde. Der Ort gehörte zur Reichsritterschaft und war in dieser Zeit im Besitz der Familie Wolzogen, die hier im 18. Jahrhundert ein Schloss errichten ließ. 1786 musste die Familie Wolzogen das Schloss aufgrund von Verschuldung an das Geschlecht der Seefriede von Buttenheim verkaufen.
Bis zur Einführung der Reformation im Jahre 1547 durch den Grafen Georg Ernst von Henneberg gehörte Mühlfeld zur Pfarrei Mellrichstadt. Im Jahr 1638 wird Mühlfeld für mehrere Jahre zu einer Pfarrfiliale von Berkach, da durch die Verwüstungen infolge des Dreißigjährigen Krieges keine Finanzmittel für einen eigenen Pfarrer vorhanden waren. Ein bedeutender Pfarrer des Ortes war der aus Mellrichstadt stammende Dichter Andreas Mergilet (1539–1606), der zum Poeta Laureatus gekrönt wurde und von 1590 bis zu seinem Tode in Mühlfeld wirkte. Die Kirche mit einem spätgotischen Chorturm wurde im Jahr 1593 gebaut und ist 1723 erweitert worden. Das Altargemälde zeigt eine Kreuzigungsszene und wurde vermutlich von Johann Christoph Wahnus gestaltet.
1808 kam Mühlfeld zum Großherzogtum Würzburg und 1814 zu Bayern.
Am 1. Mai 1978 wurde Mühlfeld nach Mellrichstadt eingemeindet, nachdem die zweiklassige Volksschule des Ortes bereits 1967 in die Christliche Gemeinschaftsschule Mellrichstadt eingegliedert wurde.

## Sehenswertes

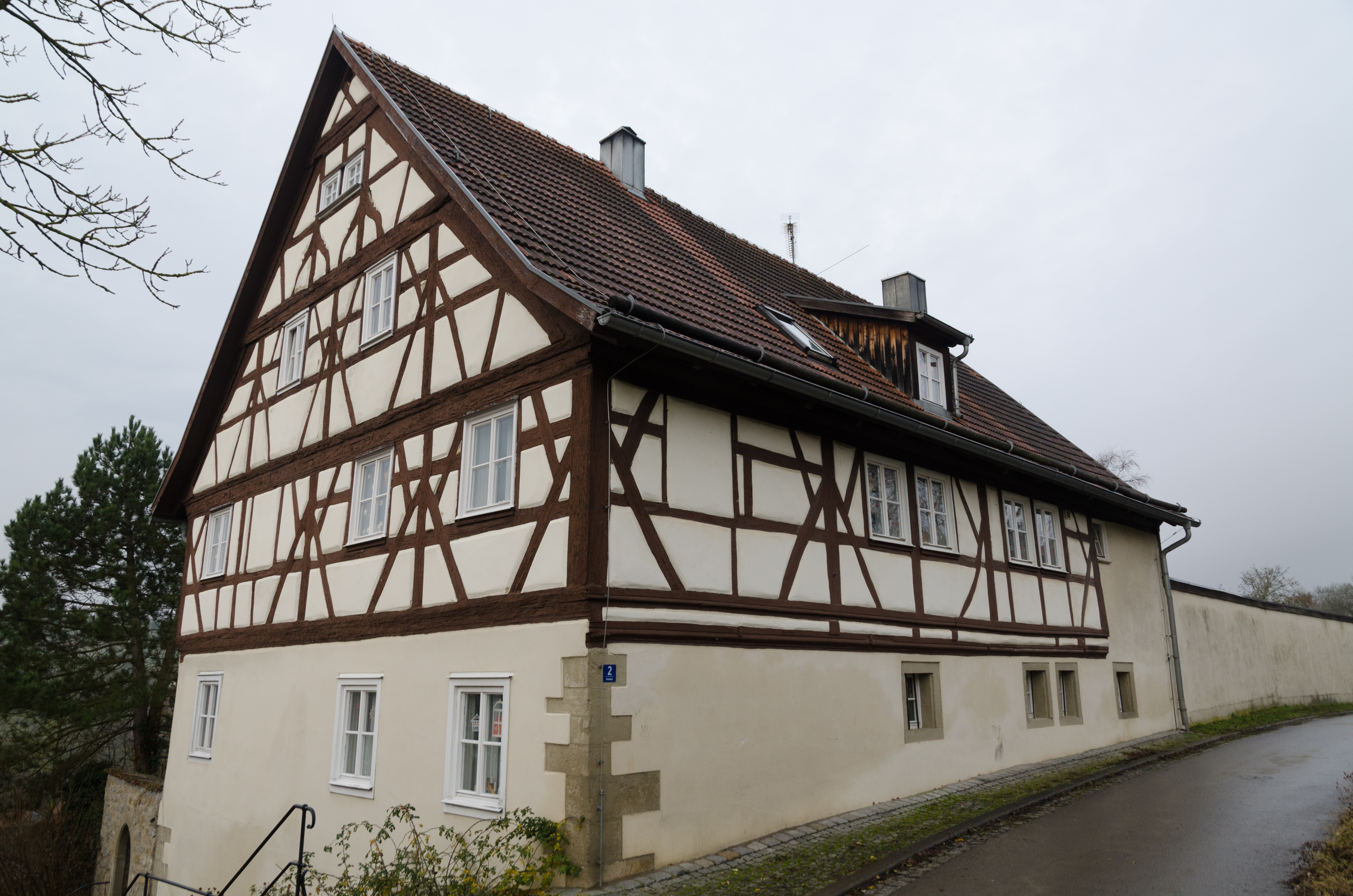
Pfarrhaus in Mühlfeld

- Schloss Wolzogen: Es wurde 1715 von Reichshofrat Johann Christoph Freiherr von Wolzogen erbaut, dessen Familie aufgrund ihres protestantischen Glaubens aus Österreich vertrieben wurde und war bis zur Zwangsversteigerung 1988 im Besitz der Familie von Wolzogen, von der es auch seinen Namen entlehnt.[7] Die Stadt ließ es aufwändig restaurieren und es dient nun als Museum (u. a. Porzellansammlung Heinrich Reich) und Ausstellungsgebäude.
- Kirche Sankt Christoph.
- Heiligenmühle
- Baudenmühle

## Verkehr
Mühlfeld liegt an der Bahnstrecke Schweinfurt–Meiningen. Es verkehren Züge der Linie RE 7 (Mainfranken-Thüringen-Express) sowie RB 40 (Unterfranken-Shuttle). Nächstgelegener Bahnhof ist Mellrichstadt Bf.